# Rhynchephestia rhabdotis
Rhynchephestia rhabdotis är en fjärilsart som beskrevs av George Francis Hampson 1930. Rhynchephestia rhabdotis ingår i släktet Rhynchephestia och familjen mott. Inga underarter finns listade i Catalogue of Life.